# Galeria João Esteves de Oliveira
A Galeria João Esteves de Oliveira (2003–2019) ou João Esteves de Oliveira, Galeria Arte Moderna e Contemporânea, Trabalhos sobre Papel foi uma galeria de arte sediada na Rua Ivens, nº 38, em Lisboa.

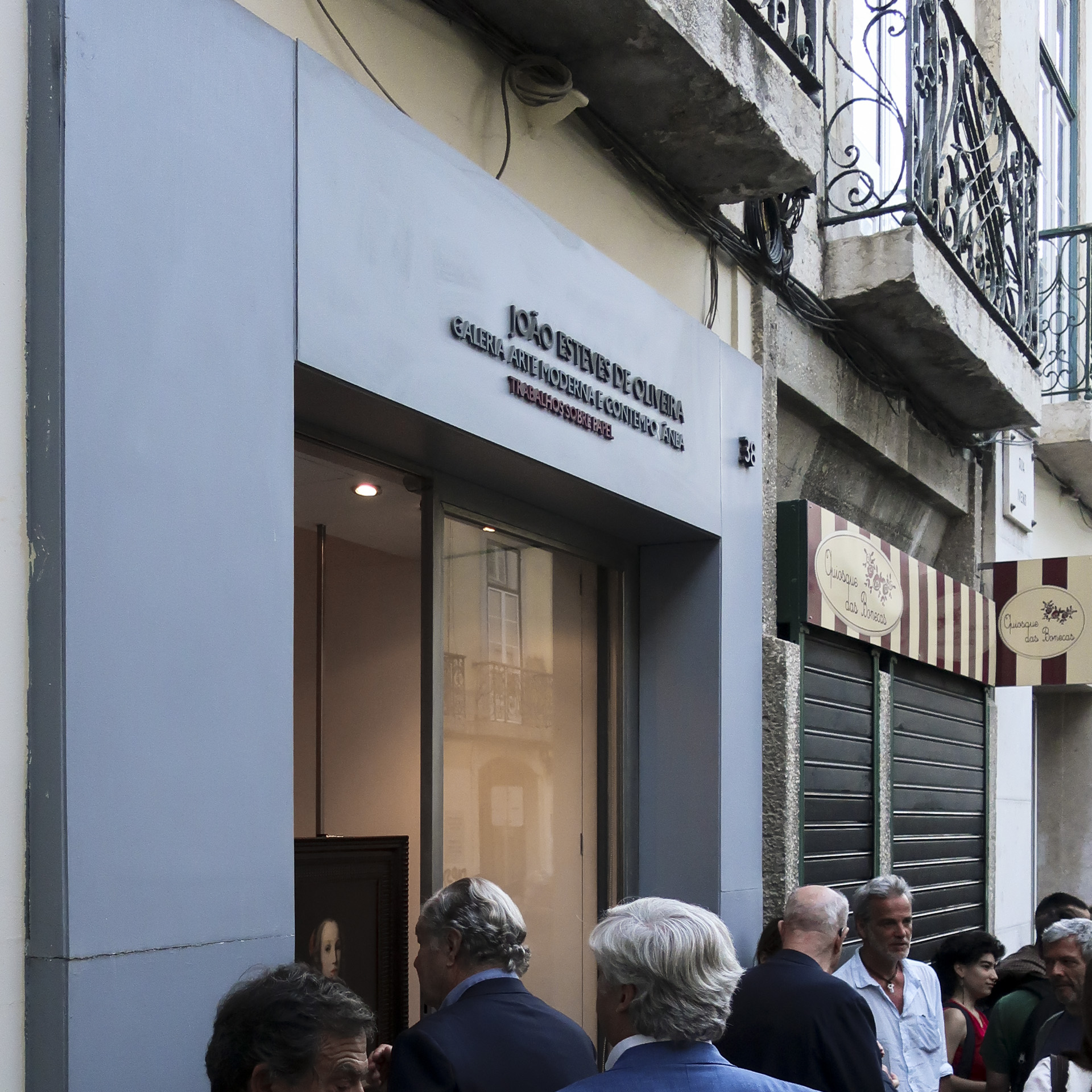
Galeria João Esteves Oliveira, 2019

Fundada por João Esteves de Oliveira em 2003, a galeria centrou-se exclusivamente em trabalhos sobre papel; manteve-se ativa até 2019, tendo acolhido ao longo dos anos exposições individuais de autores como Jorge Martins, Eduardo Souto Moura, Álvaro Siza, Ângela Ferreira, Pedro Calapez, Fernanda Fragateiro, Vasco Araújo, Joaquim Bravo, Pedro Cabrita Reis, Júlio Pomar, Mily Possoz, José Pedro Croft, Manuel Aires Mateus, André Derain, Ricardo Bak Gordon, João Queiroz, José Loureiro e Álvaro Lapa, entre muitos outros. 

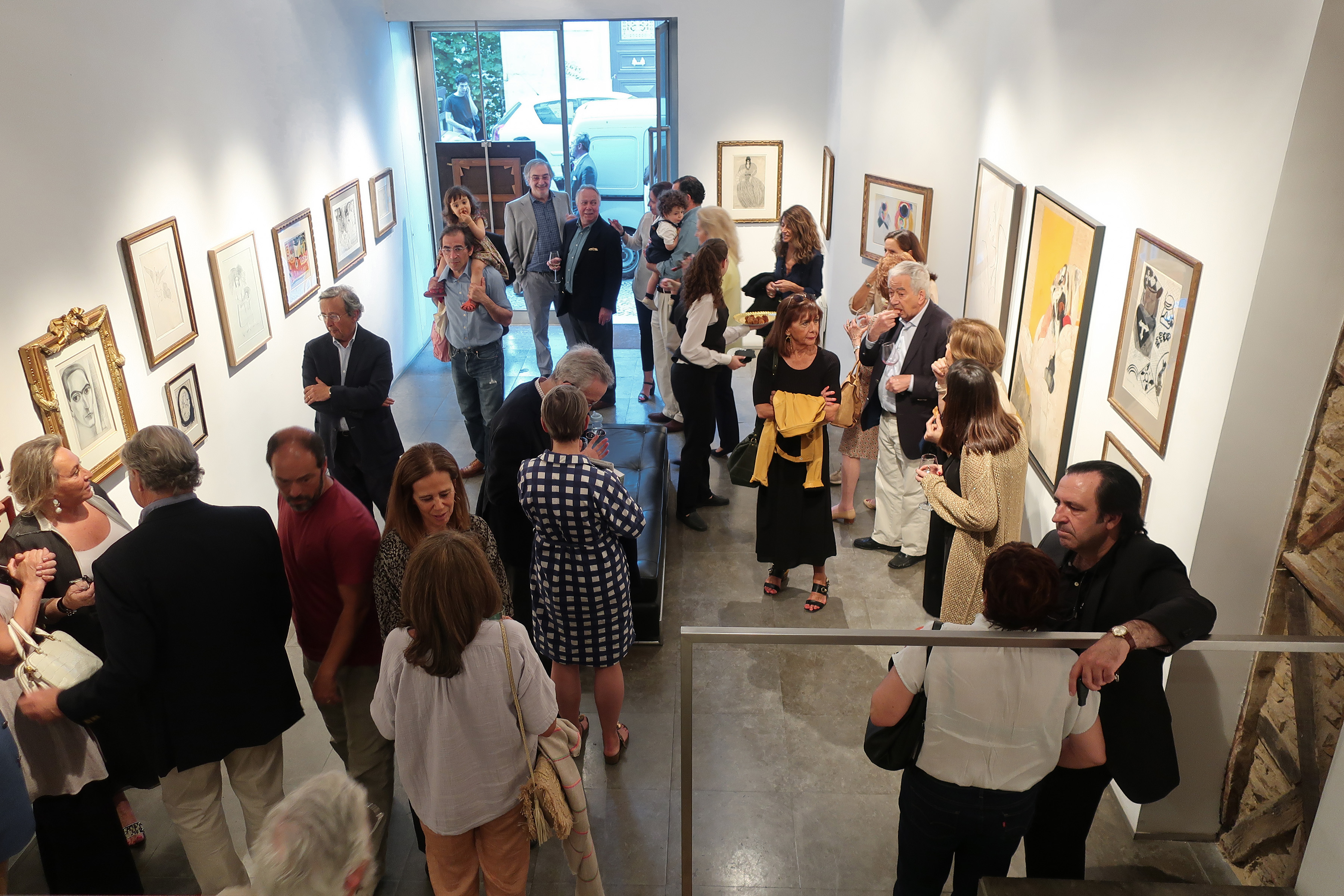
Galeria João Esteves Oliveira, 2019

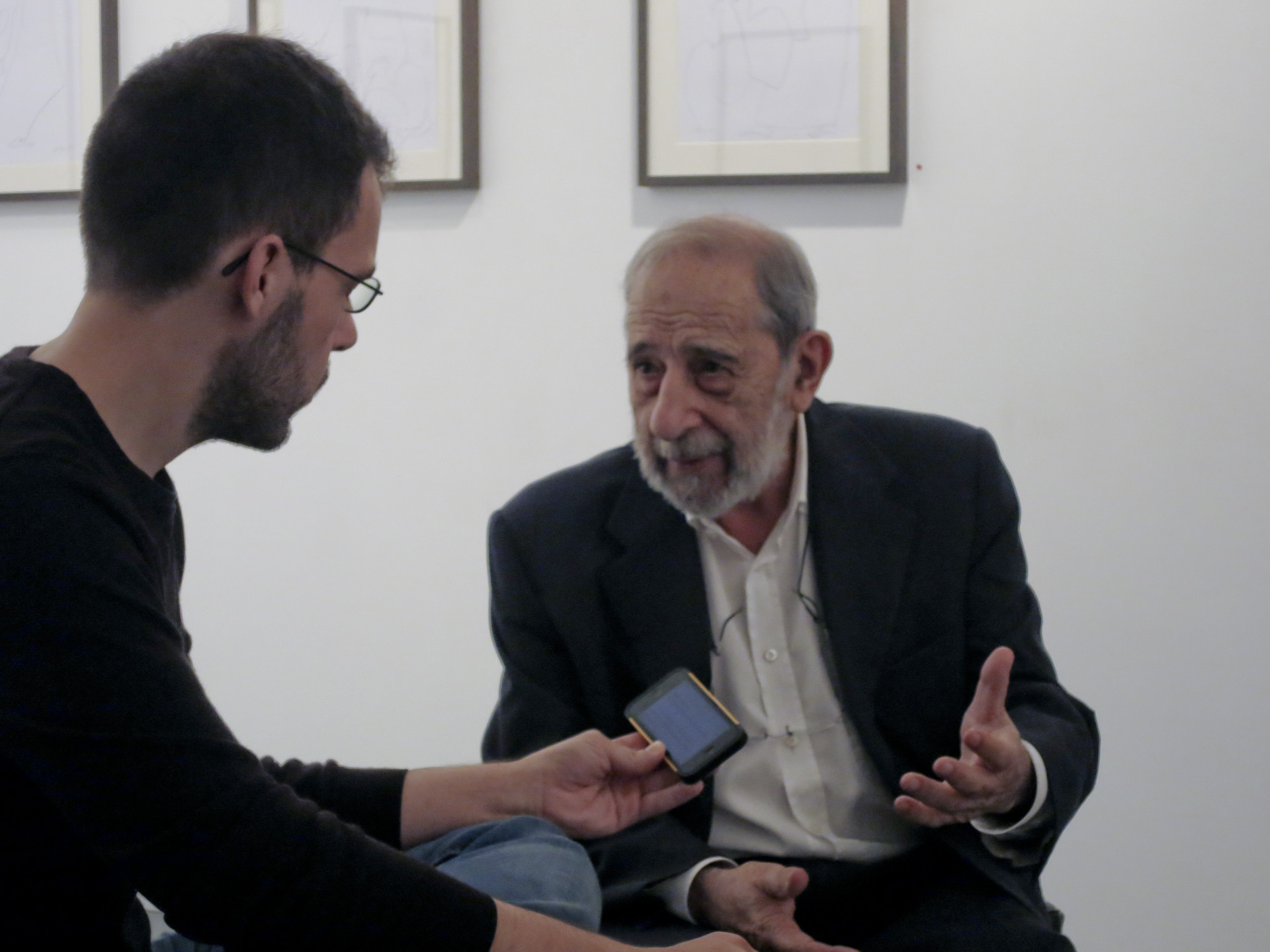
Álvaro Siza Vieira na Galeria João Esteves Oliveira, Lisboa, 2015

Segundo João Pinharanda, o vasto programa de ação de João Esteves de Oliveira pode, já hoje, "ser entendido como determinante na resistência à anémica realidade do mercado da arte nacional, nomeadamente do desenho, defendendo a sua diversidade e a sua autonomia, quer comercial, quer crítica, quer historiográfica".
João Esteves de Oliveira foi também, nas palavras de Alexandre Pomar, comissário das exposições que acolheu na sua galeria, "feitas de visitas aos ateliers, relações pessoais, desafios, cumplicidades. E catálogos completos que prefaciava".